# Galoșpetreu, Bihor
Galoșpetreu (în maghiară Gálospetri) este un sat în comuna Tarcea din județul Bihor, Crișana, România.

## Demografie
La recensământul din anul 1992 au fost înregistrați 1.025 de locuitori, dintre care 868 maghiari, 122 români și 35 romi.

## Lăcașuri de cult
- Biserica Reformată-Calvină (1621)
- Biserica Greco-Catolică (1892)